# José María Queipo de Llano
Pour les articles homonymes, voir Queipo, Queipo de Llano et Llano.
José María Queipo de Llano y Ruíz de Saravia, comte de Toreno (1786-1843) est un homme d'État espagnol, qui fut chef du gouvernement en 1835.

## Biographie

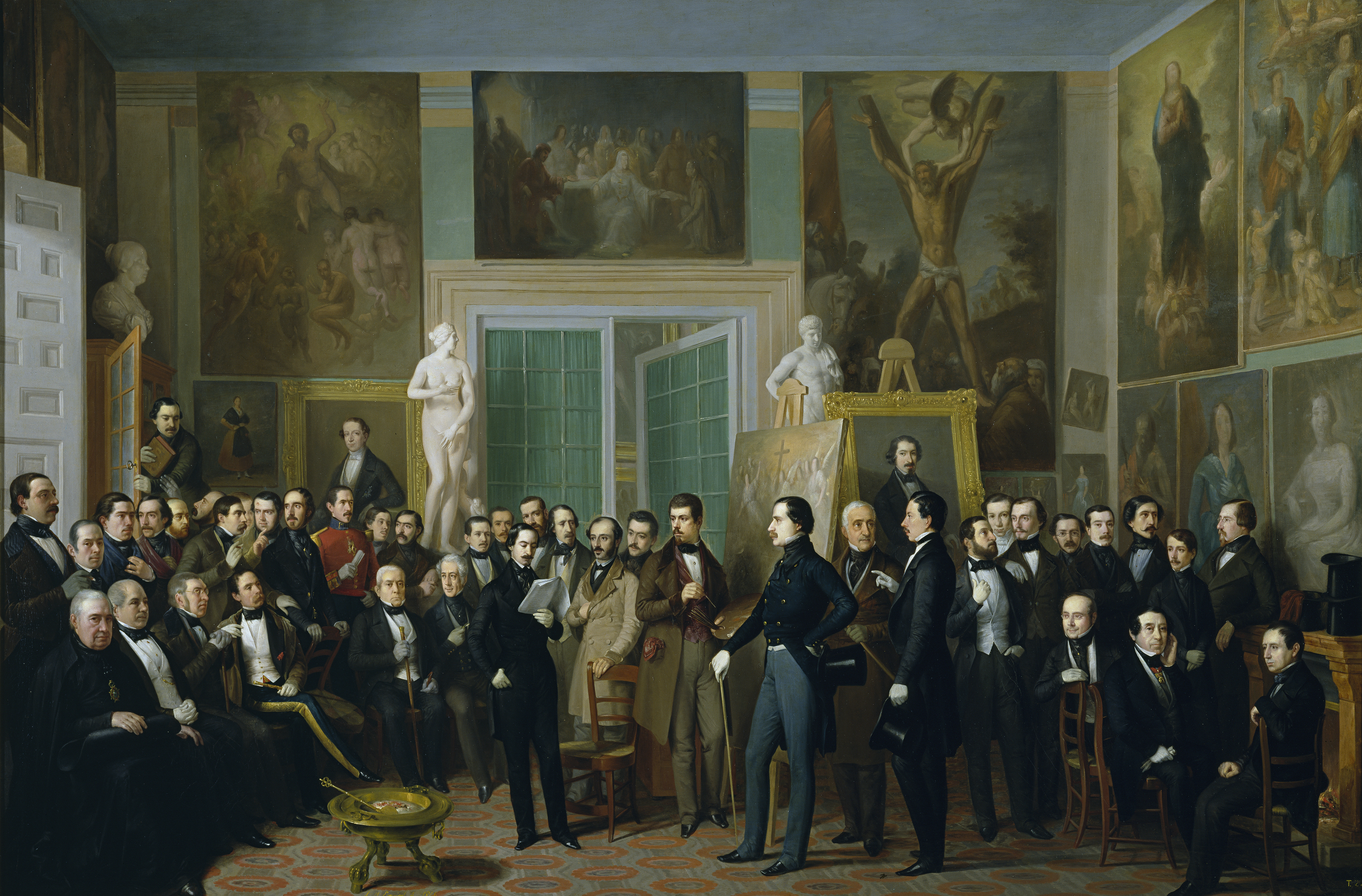
José María Queipo de Llano représenté dans La Réunion des poètes d'Antonio María Esquivel (1846).

Né à Oviedo dans les Asturies, et issu d'une des plus nobles familles du pays, il prit part à l'insurrection de 1808. Il fut élu en 1811 député aux Cortès, quoiqu'il n'eût pas l'âge requis et donna dans cette assemblée l'exemple de renoncer aux droits féodaux, et participa à l'abolition de l'inquisition et la suppression des ordres religieux.
Il se vit après le retour de Ferdinand VII obligé de quitter l'Espagne. Il n'y rentra qu'à la faveur de la révolution de 1820, et siégea de nouveau dans les Cortès. Il fut proscrit une seconde fois en 1823, après le rétablissement du pouvoir absolu de Ferdinand, et vint résider à Paris où il consacra ses loisirs à écrire l’Histoire du soulèvement, de la guerre et de la révolution d'Espagne (traduite par Louis Viardot en 1834). 
Rentré dans son pays à la faveur de l'amnistie de 1833, il se prononça, après la mort du roi, en faveur de la reine Isabelle. Il fut nommé en 1834 ministre des finances, et bientôt après président du conseil avec le portefeuille des affaires extérieures : il reconnut la dette étrangère, supprima les Jésuites et limita le pouvoir des municipalités. 
Se voyant débordé par le parti exalté, il se retira (1835). 

## Source
Marie-Nicolas Bouillet  et Alexis Chassang (dir.), « José María Queipo de Llano » dans Dictionnaire universel d’histoire et de géographie, 1878 (lire sur Wikisource)